# Lernaeodiscus squamiferae
Lernaeodiscus squamiferae is een krabbezakjessoort uit de familie van de Lernaeodiscidae. De wetenschappelijke naam van de soort is voor het eerst geldig gepubliceerd in 1922 door Pérez.